# Chiesa di Santa Maria del Soccorso all'Arenella

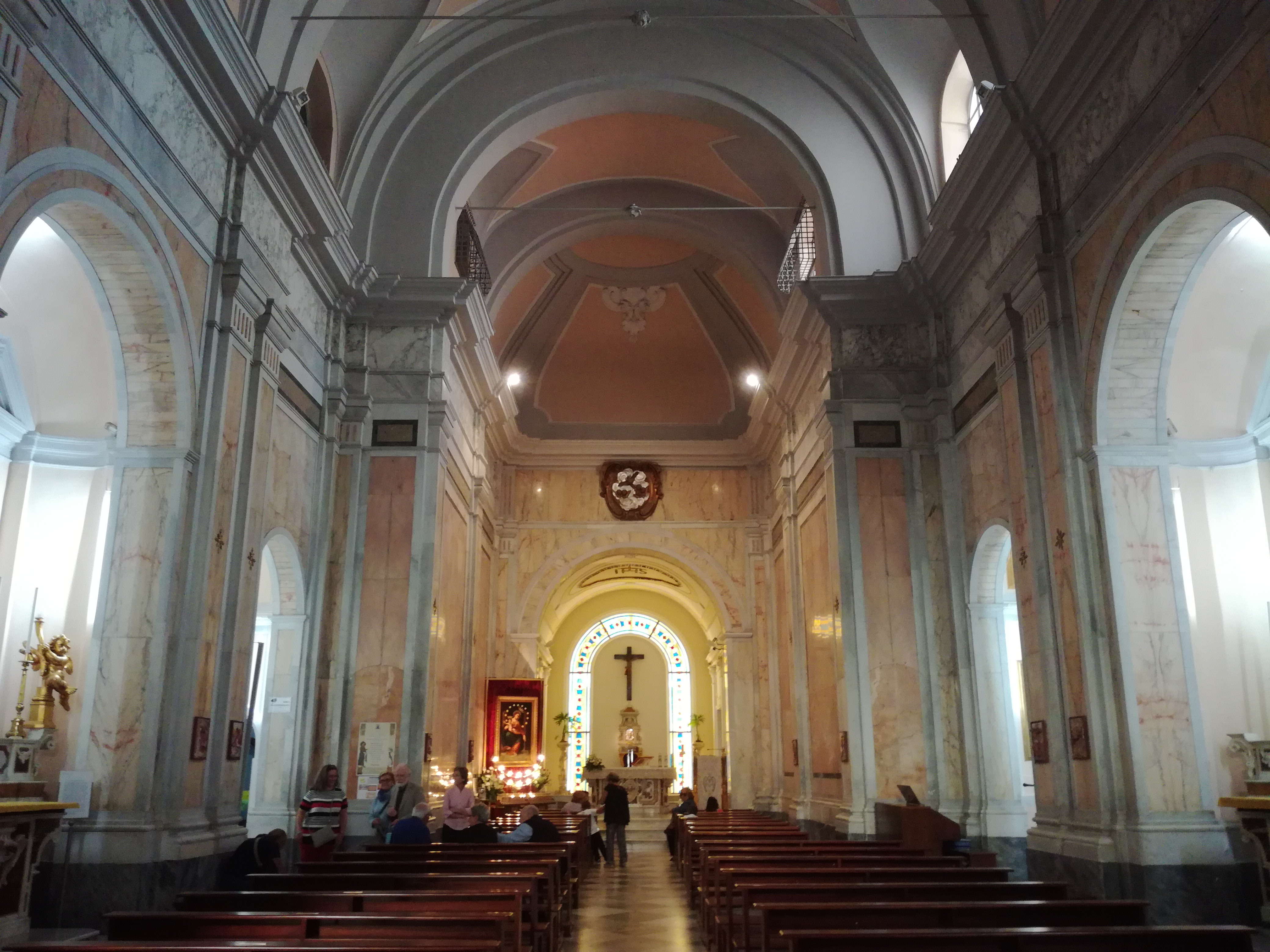
L'interno

La chiesa di Santa Maria del Soccorso all'Arenella si innalza nel quartiere Arenella, a Napoli.

## Storia
La chiesa di Santa Maria del Soccorso, legata ad una tradizione che individua nei suoi dintorni la casa natale di Salvator Rosa, fu inaugurata nel 1607. A causa dei radicali restauri effettuati nel Settecento e negli anni sessanta del Novecento, nulla rimane della primitiva costruzione.
All'intervento settecentesco rimandano la facciata, il vestibolo e gli stucchi superstiti della volta e delle cappelle, mentre negli anni sessanta del XX secolo sono stati realizzati l'abside ed il rivestimento marmoreo della navata.
All'interno, l'elemento di maggiore importanza artistica è l'affresco settecentesco che orna la parte superiore della controfacciata, raffigurante Santa Monica e Sant'Agostino di artista ignoto. Ad essere degne di menzione sono anche le acquasantiere e le poche tele che si ammirano nelle cappelle laterali, come: il Tobiolo e l'Angelo di Salvatore Mollo (un allievo del Cestaro), la Madonna con le anime purganti di Raffaele Spanò, la Crocifissione, lo Sposalizio della Vergine e la Fuga in Egitto realizzate da ignoti pittori ottocenteschi.
L'altare maggiore, in marmi policromi, è stato smembrato in seguito al Concilio Vaticano II.